# Ernst Alexander Otto Cornelius Pagenstecher

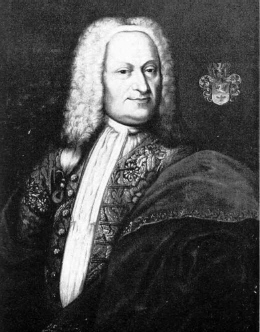
Ernst Alexander Otto Cornelius Pagenstecher

Ernst Alexander Otto Cornelius Pagenstecher (* 7. Dezember 1697 in Groningen; † 3. August 1753 in Herborn) war Nassau-Oranischer Rat und Rektor der Hohen Schule Herborn und bedeutender Vertreter der Familie Pagenstecher.

## Familie
Ernst Alexander Otto Cornelius Pagenstecher war der dritte Sohn des Professors der Rechte und fünfmaligen Rektors der Universität Groningen, Alexander Arnold Pagenstecher (1659–1716) und dessen Frau Katharina Adelheid geborene Schlüter.
Die drei Brüder von Ernst Alexander Otto Cornelius Pagenstecher wurden ebenfalls (Hochschul)lehrer:
- Johann Friedrich Wilhelm Pagenstecher (1686–1746) wurde Professor in Steinfurt, dann in Harderwijk
- Heinrich Theodor Pagenstecher (1696–1752) lehrte als Professor an den Universitäten Hamm und Duisburg
- Bernhard Eberwein Pagenstecher (1702–1749) wurde Rektor und Theologe in Alhausen, Moers und Alkmaar

Ernst Alexander Otto Cornelius Pagenstecher heiratete Maria Margaretha geborene Ludovici († 1748) aus Hamm. Aus der Ehe gingen sechs Kinder hervor:
- Alexander Johann Werner Pagenstecher (1725–1752), Advokat in Dillenburg
- Philipp Gerhard Otto Cornelius Pagenstecher (1727–1779), Amtmann im Amt Siegen, nassau-oranischer Rat und Landesoberschultheiß in Diez
- Johann Hermann (1729–1780), Pfarrer u. a. in Haiger und zuletzt in Oberneisen, verheiratet mit Kunigunde († 29. April 1789 in Herborn), Tochter von Johann Eberhard Rau, evangelischer Theologen und Rektor der Hohen Schule Herborn
- Justus Aemilius Pagenstecher (1731–1785) schloss seine Militärkarriere 1784 als französischer Generalmajor ab
- Sybille Marie Pagenstecher (* 1733), heiratete 1767 in Siegen den Pfarrer Johann Wilhelm Herborn
- Ernst Cornelius Pagenstecher (1738–1812), Amtmann im Amt Camberg

## Leben
Ernst Alexander Otto Cornelius Pagenstecher schloss bereits mit 19 Jahren das Studium als Doktor beider Rechte ab. 1721 wurde er Professor am akademischen Gymnasium Lingen. 1725 wurde er als Rektor an die Spitze der Hohen Schule Herborn berufen. 1733 wurde er zum fürstlich nassauisch-oranischen Rat ernannt.